# Budai Tájvédelmi Körzet
A Budai Tájvédelmi Körzetet 1978-ban, 10 528 hektáros területen hozták létre.
A Budai-hegység természeti értékei a változatos felszíni formák, a ritka fajokban gazdag állatvilág és növényvilág, valamint a barlangok. 

## Barlangok
A hegység jellegzetes kőzete a forrásmészkő. Ez a likacsos szerkezetű kőzet elősegíti az üregképződést. A térségben 160 barlangot tartanak nyilván. A legkiterjedtebb barlangok a Rózsadomb felszíne alatt húzódnak. A barlangok közül 12 fokozottan védett, a közönség számára jelenleg csak a Pál-völgyi-barlangrendszer és a Szemlő-hegyi-barlang kiépített részei, valamint a Budai Vár-barlang egy része látogatható, amelynek üregeit Buda ostroma során pincékké alakították át.

## Növényvilág
A sajátos klímaviszonyoknak köszönhetően jellegzetes maradványfajok és kis területen elterjedt bennszülött fajok is megtalálhatók a területen. Ez utóbbiak közül különösen értékes a magyar gurgolya, a budai nyúlfarkfű és a magyar méreggyilok. A pilisi len világon egyetlen termőhelye a Szénás-hegycsoport.

## Állatvilág
Az állatvilág fajokban igen gazdag. A gyeptársulások jellegzetessége a hosszúlábú hangya, a fűrészlábú szöcske és az eurázsiai rétisáska. A gerinces fauna értékes faja a pannon gyík és a haragos sikló. A madarak közül az utóbbi években terjedt el a fekete harkály és a holló. A barlangokban és sziklahasadékokban ritka denevérfajok élnek.

## Képek

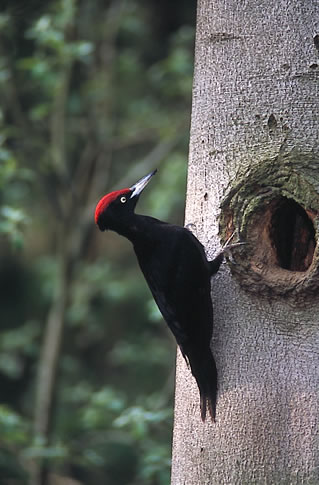
Fekete harkály
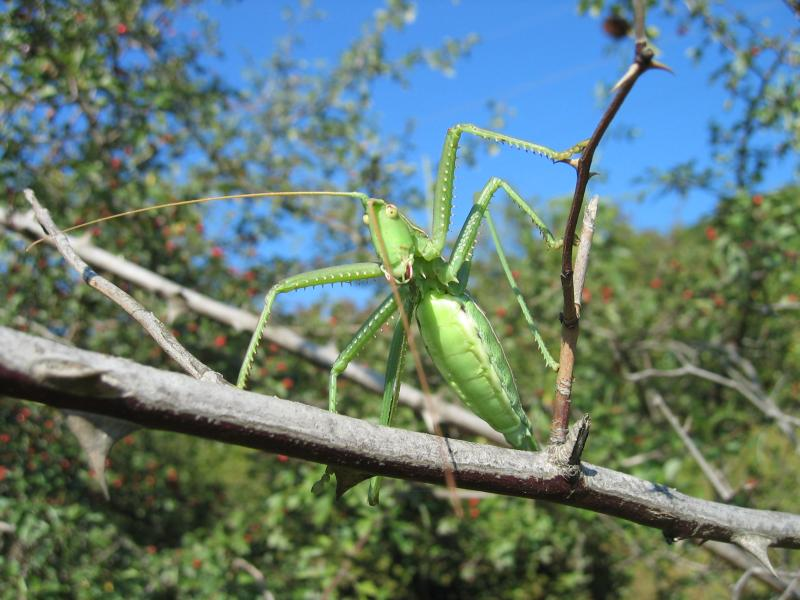
Fűrészlábú szöcske
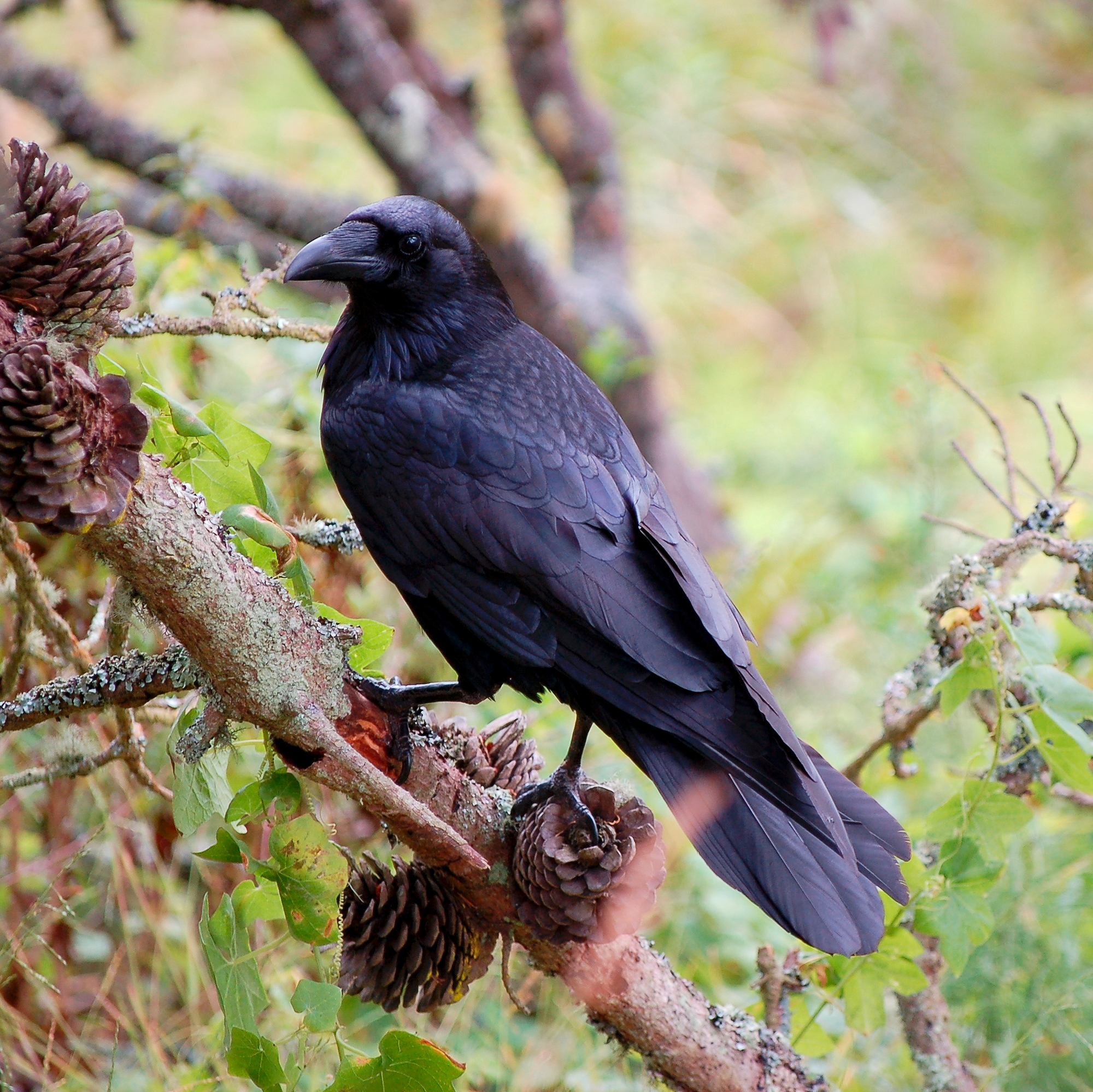
Holló
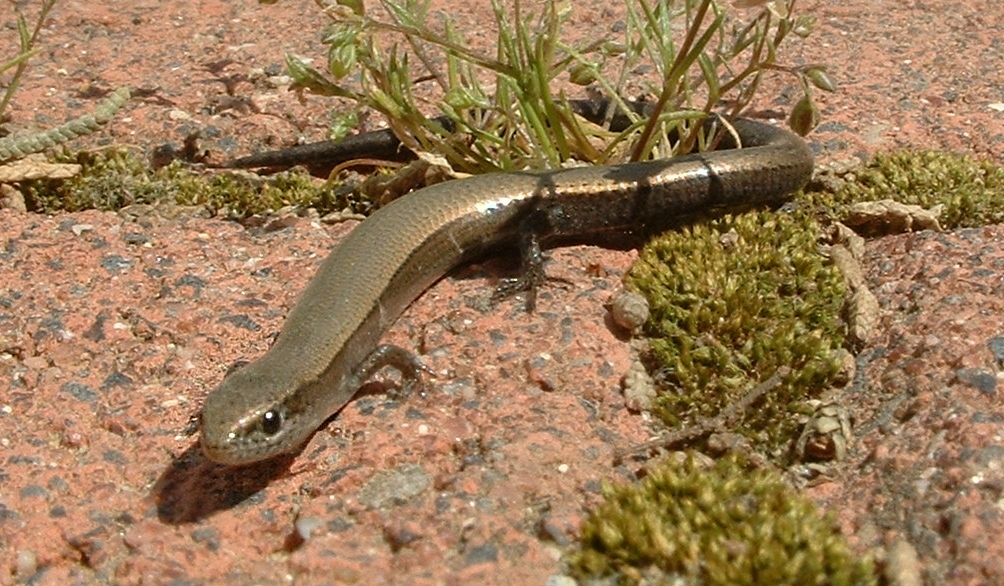
Pannon gyík
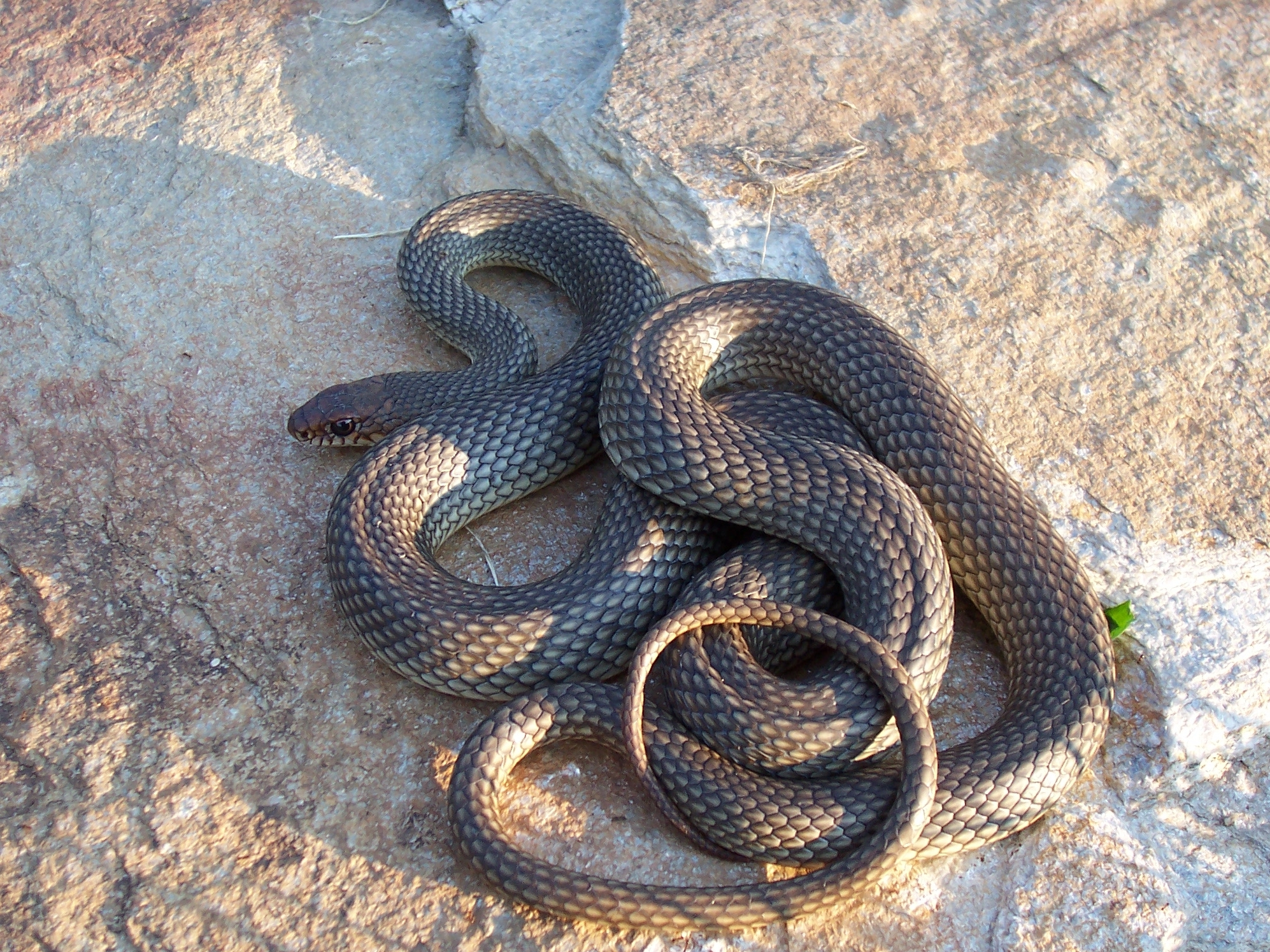
Haragos sikló
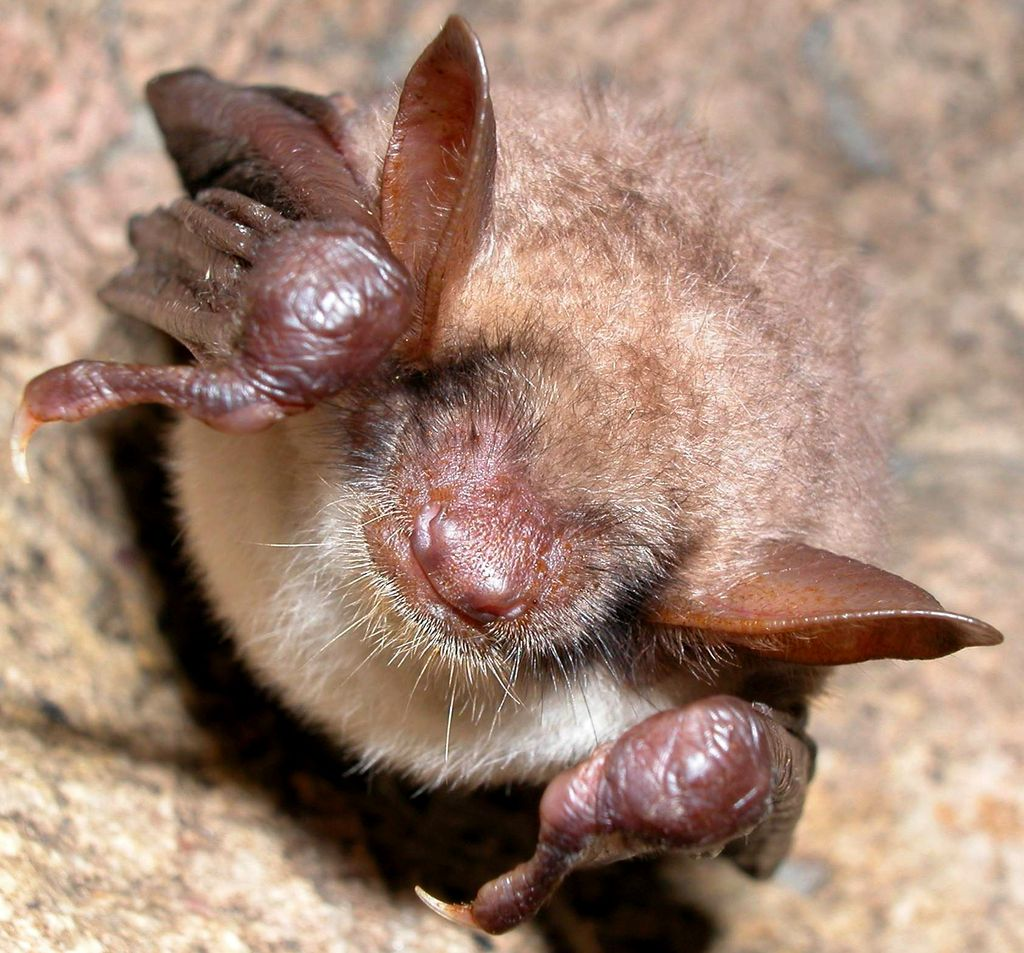
Közönséges denevér
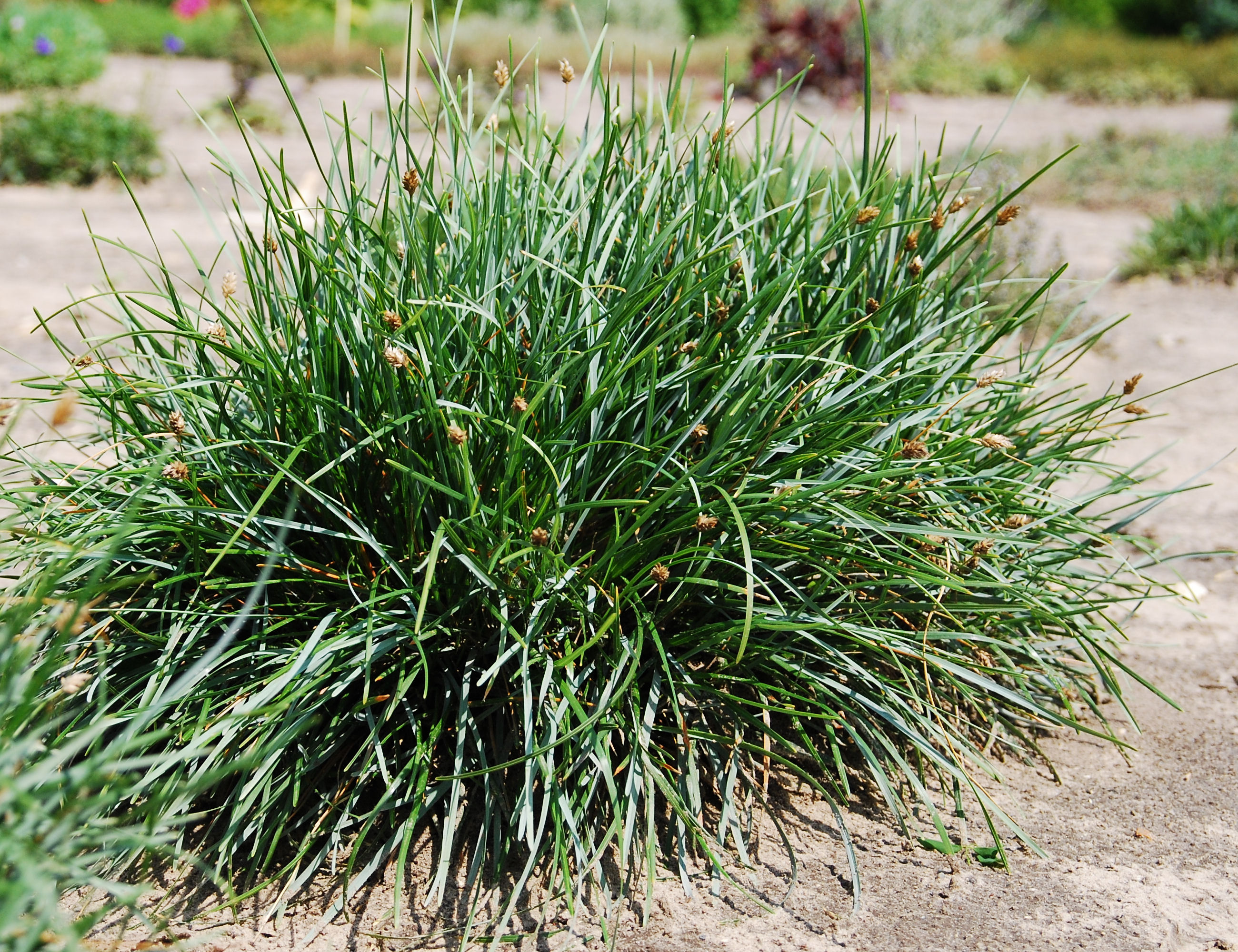
Budai nyúlfarkfű
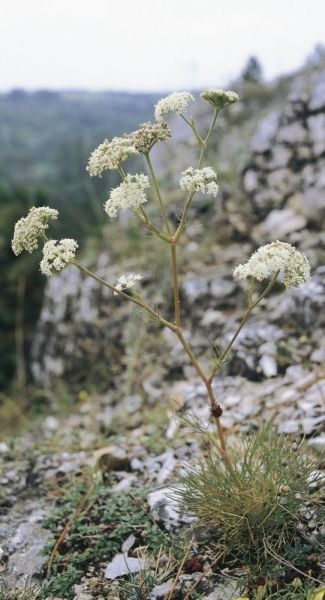
Magyar gurgolya